# Néritès
Ne doit pas être confondu avec Nérite.
Dans la mythologie grecque, Néritès (grec ancien : Νηρίτης / Nērítēs) est une divinité marine mineure, seul fils de Nérée et de Doris et frère des cinquante Néréides.
Personnage issu du folklore des marins grecs antiques, il est l'amant, selon les versions, d'Aphrodite ou de Poséidon. Il est métamorphosé (de) en νηρίτης / nērítēs, un coquillage ou un escargot de mer.

## Étymologie
Le νηρίτης / nērítēs est un animal marin décrit par Aristote. Ce nom est d'origine pré-grecque. Une variante orthographique courante, νηρείτης / nēreítēs, semble être due à l'association avec le terme Νήρειος / Nḗreios, « de Nérée ». D'autres variantes existent, comme ἀναρίτας / anarítas et ἀνηρίτης / anērítēs ; commençant par une voyelle, ces formes contredisent une potentielle connexion avec νηρόν / nērón, « eau ».

## Mythe
Deux versions du mythe de Néritès sont connues, issues de contes de pêcheurs et de marins rapportés par Claude Élien dans son ouvrage De la nature des animaux (Ier – IIe siècle),. Elles se terminent toutes deux par sa transformation en un animal marin — coquillage ou mollusque — le νηρίτης / nērítēs, décrit par Aristote dans l'Histoire des animaux, qui ne correspond ni au nérite, ni à un autre animal identifié. Ce sont des contes étiologiques qui expliquent l'origine de l'animal, et toutes deux appartiennent aux récits mythologiques de vengeance des dieux enragés par l'hybris[réf. souhaitée].
Dans les deux mythes, Néritès est le seul fils de Nérée, le « vieillard de la mer », et de l'Océanide Doris, et le frère des cinquante Néréides. C'est un jeune homme d'une très grande beauté.
Dans l'une des versions, Néritès est l'amant d'Aphrodite. Lorsque le moment vient pour elle de rejoindre les dieux de l'Olympe, elle souhaite que Néritès l'accompagne, mais il refuse, préférant rester avec sa famille dans la mer. Aphrodite lui promet une paire d'ailes, mais ce don ne le fait pas changer d'avis. La déesse rejetée le transforme alors en coquillage et donne les ailes à Éros, qui devient son compagnon,.
Dans l'autre version, Néritès est l'amant de Poséidon. Il est la seule créature marine à être assez rapide pour rester à la hauteur du char de dieu. Leur amour est à l'origine d'Antéros (l'Amour mutuel). Hélios, jaloux de sa vitesse, le transforme en coquillage,.

## Représentations
Au XIXe siècle, un groupe de figurines en terre cuite d'Égine est identifié par l'archéologue allemand Karl Bernhard Stark (en) comme une représentation d'Aphrodite et de Néritès,.

## Évocations modernes

### Zoologie
Le genre de mollusques gastéropodes Nerita, comme la famille des Neritidae à laquelle il appartient, plus communément appelées Nérites, tiennent leur nom de Néritès[réf. souhaitée].

### Sources antiques
1. ↑  Claude Élien, De la nature des animaux, XIV, 28.